# (3169) Ostro
(3169) Ostro est un astéroïde de la ceinture principale, située entre Mars et Jupiter.

## Découverte
Cet astéroïde a été découvert par Edward L. G. Bowell le 4 juin 1981 à l'Observatoire Lowell aux États-Unis, sa désignation provisoire est 1981 LA

## Orbite
(3169) Ostro est un astéroïde de la ceinture principale interne, c'est-à-dire que son aphélie est au maximum de 2,0 UA et son périhélie est au minimum de 1,66 UA.

## Satellite naturel
Un satellite naturel, S/2005 (3169) 1, est en orbite autour de (3169) Ostro. Il mesurerait 4,4 km de diamètre, soit environ la même taille qu'Ostro.